# The Platinum Collection: The Early Years
The Platinum Collection - The Early Years è la raccolta dei brani del cantante italiano Pino Daniele contenuti nei suoi primi tre album storici: Terra mia, Pino Daniele e Nero a metà.
Resa disponibile al pubblico il 27 giugno 2008, la raccolta è composta da un totale di 37 canzoni:

## Tracce
CD 1
1. Napule è  3:47
2. Na tazzulella 'e cafè  3:22
3. Ce sta chi ce penza  3:25
4. Suonno d'ajere  4:13
5. Maronna mia  2:52
6. Saglie saglie  2:39
7. Terra mia  2:06
8. Che calore  2:56
9. Chi pò dicere  1:27
10. Fortunato  3:00
11. Cammina cammina  2:46
12. 'O padrone   3:50
13. Libertà   3:49

CD 2
1. Je sto vicino a te 3:44
2. Chi tene 'o mare 2:47
3. Basta na jurnata 'e sole 3:36
4. Je so' pazzo 3:00
5. Ninnanàninnanoè 4:15
6. Chillo è nu buono guaglione 2:48
7. Ue man! 4:44
8. Donna Cuncetta 3:51
9. Il mare 3:43
10. Viento 1:35
11. Putesse essere allero 3:44
12. E cerca 'e me capì' 2:28

CD 3
1. I say i' sto ccà 4:08
2. Musica musica 2:49
3. Quanno chiove 4:35
4. Puozze passà nu guaio 3:05
5. Voglio di più 4:02
6. Appocundria 1:36
7. A me me piace 'o blues 3:01
8. E so cuntento 'e stà' 4:29
9. Nun me scoccià' 3:35
10. Alleria 3:11
11. A testa in giù 3:44
12. Sotto 'o sole 3:02

## Classifiche
| Classifica (2015) | Posizione massima |
| ----------------- | ----------------- |
| Italia            | 45                |